# Miguel Lorente Acosta
Miguel Lorente Acosta (Serón, 7 de octubre de 1962) es un médico y profesor universitario español.

## Biografía
Doctorado en medicina, es especialiasta en cirugía y médico forense por oposición desde 1988. Es profesor titular habilitado de medicina legal de la Universidad de Granada. Tiene un máster en Bioética y Derecho Médico. Fue director del Instituto de Medicina Legal de Granada y coordinador general de los Institutos de Medicina Legal de Andalucía. De diciembre de 2006 a 2008 fue director general de asistencia jurídica a víctimas de violencia de la Consejería de Justicia de la Junta de Andalucía.
Como médico forense, Lorente ha aportado a los textos elaborados en colaboración con el Observatorio la perspectiva científica y el análisis médico forense de los hechos y circunstancias estudiados. Entre otros, figura como experto en numerosos de los informes anuales que el Observatorio publica sobre las sentencias dictadas en casos de homicidios y asesinatos de mujeres cometidos en el seno de la pareja y en el estudio sobre la aplicación de la agravante de género en las sentencias.
Además es profesor de medicina legal en la Universidad de Granada y asesor de la Unidad de Igualdad de la Universidad de Granada.
Tiene dos blog: uno es Cardiopatía poética, donde escribe sus poemas y deja salir su vena más creativa y poética. Y otro donde publica sus artículos y cuyo nombre es autopsia.

## Trayectoria política
Fue nombrado Delegado del Gobierno para la Violencia de Género adscrito al Ministerio de Igualdad en abril de 2008, en la segunda legislatura del gobierno socialista de José Luis Rodríguez Zapatero en sustitución de Encarnación Orozco. Ocupó el cargo hasta diciembre de 2011, cuando fue sustituido por Blanca Hernández Oliver.
Escribió numerosas publicaciones dedicadas a la violencia contra la mujer, la bioética y el análisis del ADN. Es colaborador permanente del diario El País, del sitio web Eldiario.es y del Huffington Post.

## Obras
- Tú haz la comida, que yo cuelgo los cuadros: trampas y tramposos en la cultura de la desigualdad, Barcelona, Editorial Crítica, 2014, ISBN 9788498927115.[8]
- La mano del predicador: conclusiones forenses sobre la muerte de Jesús. Madrid, Aguilar, 2010, ISBN  	9788403096073
- Los nuevos hombres nuevos: los miedos de siempre en tiempos de igualdad. Barcelona, Ediciones Destino, 2009, ISBN 9788423341214.[9]
- Guía de buena práctica clínica en abordaje en situaciones de violencia de género. Madrid, International Marketing & Communications, 2004, ISBN 9788468873558.
- El rompecabezas: anatomía del maltratador. Barcelona, Ares y Mares, 2004,  ISBN 9788484325123.[9]
- Mi marido me pega lo normal: agresión a la mujer: realidades y mitos. Barcelona, Ares y Mares, 2001, ISBN 9788484324492.[8]
- Agresión a la mujer: maltrato, violación y acoso: entre la realidad social y el mito cultural. Granada, Comares, 1998, ISBN 9788481515923.

## Premios y reconocimientos
- Premio "María Miaja" por su lucha en favor de los derechos de las mujeres. Otorgado por el Partido Socialista. (2015)[10]
- Premio "Pedro Zerolo" por su trayectoria en defensa de la igualdad. Otorgado por La escola de pensament feminista "Amelia Valcárcel". (2016)[11]
- Premio "Mujeres en unión" por su compromiso con las mujeres y la igualdad de derechos. Otorgado por la Unión de actores y de actrices de España. (2017)[12]
- III Premio Luisa de Medrano a favor de la igualdad de género. Otorgado por el Gobierno de Castilla-La Mancha. (2017)[13]
- Premio Igualdad 2018, por su labor como experto en violencia de género. Otorgado por la Universidad de Alicante. (2018)[14]
- Premio del Observatorio contra la violencia doméstica y de género 2019 por su labor más destacada en la erradicación de la violencia de género. (2019)[15]
- Medalla a la Promoción de los Valores de Igualdad, 2025, otorgada por el Ministerio de Igualdad.[16]